# Asilus bombylius
Asilus bombylius är en tvåvingeart som först beskrevs av Lichtenstein 1796.  Asilus bombylius ingår i släktet Asilus och familjen rovflugor. Inga underarter finns listade i Catalogue of Life.